# Pleasant Hill (Iowa)
Pleasant Hill é uma cidade localizada no estado americano de Iowa, no Condado de Polk.

## Demografia
Segundo o censo americano de 2000, a sua população era de 5070 habitantes.
Em 2006, foi estimada uma população de 7225, um aumento de 2155 (42.5%).

## Geografia
De acordo com o United States Census Bureau tem uma área de
20,6 km², dos quais 20,3 km² cobertos por terra e 0,3 km² cobertos por água.

## Localidades na vizinhança
O diagrama seguinte representa as localidades num raio de 16 km ao redor de Pleasant Hill.